# Magna glossa
Magna Glossa è il nome con cui si indica l'opera del giurista Accursio, noto anche come Accursio da Bagnolo (in latino Accursius) (1184-1263).
L'opera, risalente all'anno 1250 circa, raccoglie circa 96 000 glosse del Corpus Iuris Civilis di Giustiniano.

## L'opera
L'obiettivo di Accursio era di formare un apparato che ovviasse all'esigenza scientifica di quel tempo: ordinare la miriade di glosse che si erano accumulate in oltre un secolo. 
La magna glossa di Accursio si candida ad essere l'apoteosi della scuola bolognese e fonderà le basi per la successiva attività dei commentatori. Accursio, nella redazione della sua più grande opera riprenderà e sostituirà la precedente opera del suo maestro Azzone da Bologna.
Le glosse potevano essere di diversi tipi: marginali, interlineari, grammaticali o interpretative. Erano frutto del lavoro dei giuristi, che si proponevano come scopo quello di studiare e spiegare il complesso corpus iuris civilis, vera e propria base del diritto moderno. Ogni glossa recava una sigla, che serviva per indicarne l'autore. Il successo della Magna Glossa fu enorme, tanto da guadagnarsi il nome di "Glossa Ordinaria", poiché aveva letteralmente sostituito gli apparati precedenti. Divenne così un indispensabile strumento per studiare il diritto romano e di lettura del corpus iuris.

## L'eredità culturale lasciata da Accursio
Tale fu la sua importanza, da divenire anche materia di insegnamento.
L'opera subì ulteriori addictiones da parte dell'autore e di altri giuristi, ma essendo lo spazio restante molto ridotto, queste sono molto limitate e sintetiche, oltre che scritte ancora più al margine della pagina. Accursio costituì l'apice della scuola dei glossatori, ma sarà un punto di partenza per altri giuristi, che, ispirati da questa opera formeranno il gruppo dei post-accursiani e la base della successiva scuola del commento.
Il figlio di Accursio, Francesco d'Accursio, anch'esso giurista, fu costretto a migrare per insegnare diritto poiché era mal visto dalla classe politica del tempo. Egli troverà riparo all'università di Orlèans dove sarà protagonista della discussione con lo studente Jacques de Revigny (destinato a diventare un importante giurista), che criticherà il metodo di Francesco d'Accursio, basandosi sulla sua conoscenza del sillogismo apodittico aristotelico.